# 克里德 (內布拉斯加州)
克里德（英語：Krider）是位於美國內布拉斯加州蓋奇縣的非建制地區。

## 地理
克里德所處的海拔為高於海平面381米（即1250英呎），而該地所採用的時區為UTC-6，即北美中部时区（CST）。同時該地設有夏令時間，為UTC-6調快一小時，即UTC-5（CDT）。